# Državno tajništvo Sjedinjenih Američkih Država
Državno tajništvo Sjedinjenih Američkih Država (amer. engl. United States Department of State) jest ministarstvo vanjskih poslova zaduženo za međunarodne odnose SAD-a s ostalim državama svijeta. Državno tajništvo utemeljeno je 1789. godine i prvo je stvoreno ministarstvo u Sjedinjenim Američkim Državama.
Sjedište ima u Zgradi Harryja S. Trumana u Washingtonu nekoliko ulica dalje od Bijele kuće. Državno tajništvo provodi diplomatske misije SAD u inozemstvu i odgovorno je za provedbu vanjske politike Sjedinjenih Američkih Država i diplomatskih nastojanja SAD-a.
Ministarstvo (Državno tajništvo) vodi državni tajnik, od siječnja 2021. to je Antony Blinken, koga predlaže predsjednik i potvrđuje izborom Senat (Senat može i odbiti predloženika). Državni tajnik je isto tako pripadnik Kabineta Sjedinjenih Država i prvi je službenik Kabineta u redoslijedu na predsjedničkoj liniji nasljeđivanja, ali ukupno četvrti po redu.

## Povijest
Ustav SAD, izrađen u Philadelphiji, Pennsylvania 1787. godine i ratificiran od strane saveznih država sljedeće godine, dao je Predsjedniku odgovornost za vođenje inozemnih odnosa SAD. Uskoro je postalo jasno da je potrebno ministarstvo koje bi Predsjedniku pomagalo u provođenju poslova nove savezne vlade.
Zastupnički dom i Senat odobrili su legislaciju osnutka Ministarstva vanjskih poslova 21. srpnja 1789. godine, a predsjednik Washington je potpisao zakon 27. srpnja. Tako je Ministarstvo vanjskih poslova postalo prva savezna agencija stvorena pod novim Ustavom. Ovaj zakon je i danas temeljni zakon Državnoga tajništva. U rujnu 1789. dodatna legislacija promijenila je ime Ministarstva vanjskih poslova u Državno tajništvo i dodijelila mu niz domaćih dužnosti.
29. rujna 1789. predsjednik Washington imenovao je Thomasa Jeffersona iz Virginije, tadašnjeg ministra za Francusku, prvim državnim tajnikom SAD-a.